# Pleasant City, Ohio
Pleasant City là một làng thuộc quận Guernsey, tiểu bang Ohio, Hoa Kỳ. Năm 2010, dân số của làng này là 447 người.

## Dân số
- Dân số năm 2000: 439 người.
- Dân số năm 2010: 447 người.